# Carl Philipp Weber

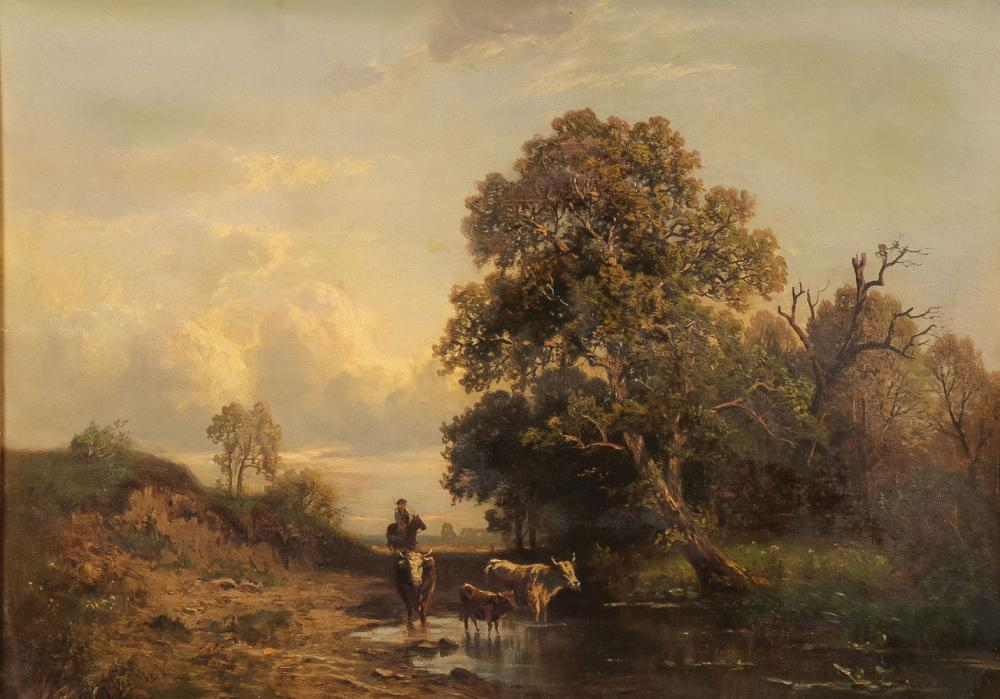
Carl Philipp Weber: Pastoral Landscape with Figures

Carl Philipp Weber (* 19. Juni 1849 in Darmstadt; † 28. Juli 1921 in Philadelphia, USA) war ein deutsch-amerikanischer Landschaftsmaler.

## Leben
Carl Philipp Weber wurde als Sohn des Musikers Carl Weber und dessen Frau Eleanore, geborene Bonnet, in Darmstadt geboren. Sein Vater war vermutlich der ältere Bruder des Landschaftsmalers Paul Weber (1823–1916), der von 1849 bis 1860 in Philadelphia tätig war. Im Jahr 1853 wanderte Carl Philipps Familie in die Vereinigten Staaten aus und ließ sich in Germantown nieder. Dort hatte sich Carl Webers Vater als Geiger und erfolgreicher Musiklehrer einen Namen gemacht.
Für seine künstlerische Ausbildung kehrte Carl Philipp nach Deutschland zurück und studierte bei dem Bildhauer und Wandmaler August von Krelingin Nürnberg sowie bei Paul Weber in Darmstadt und München. Es ist sehr wahrscheinlich, dass er in Darmstadt bei Paul wohnte und engen Kontakt zu dessen Sohn Carl hatte, der zur gleichen Zeit Unterricht bei seinem Vater nahm. 1874 kehrte Carl Philipp nach Philadelphia zurück und lebte bei seinem Vater. 1888 war die Adresse seines Ateliers 1134 Arch Street. Er war Mitglied der Philadelphia Artists Fund Society und arbeitete bis zu seinem Tod in der Stadt. Carl Philipp Webers Gemälde wurden von 1876 bis 1891 in der Pennsylvania Academy of Fine Arts und 1880 sowie 1881 in der National Academy of Design in New York ausgestellt. Er war Mitglied der Philadelphia Artists Fund Society. Er starb 1921 in Philadelphia.

## Werk

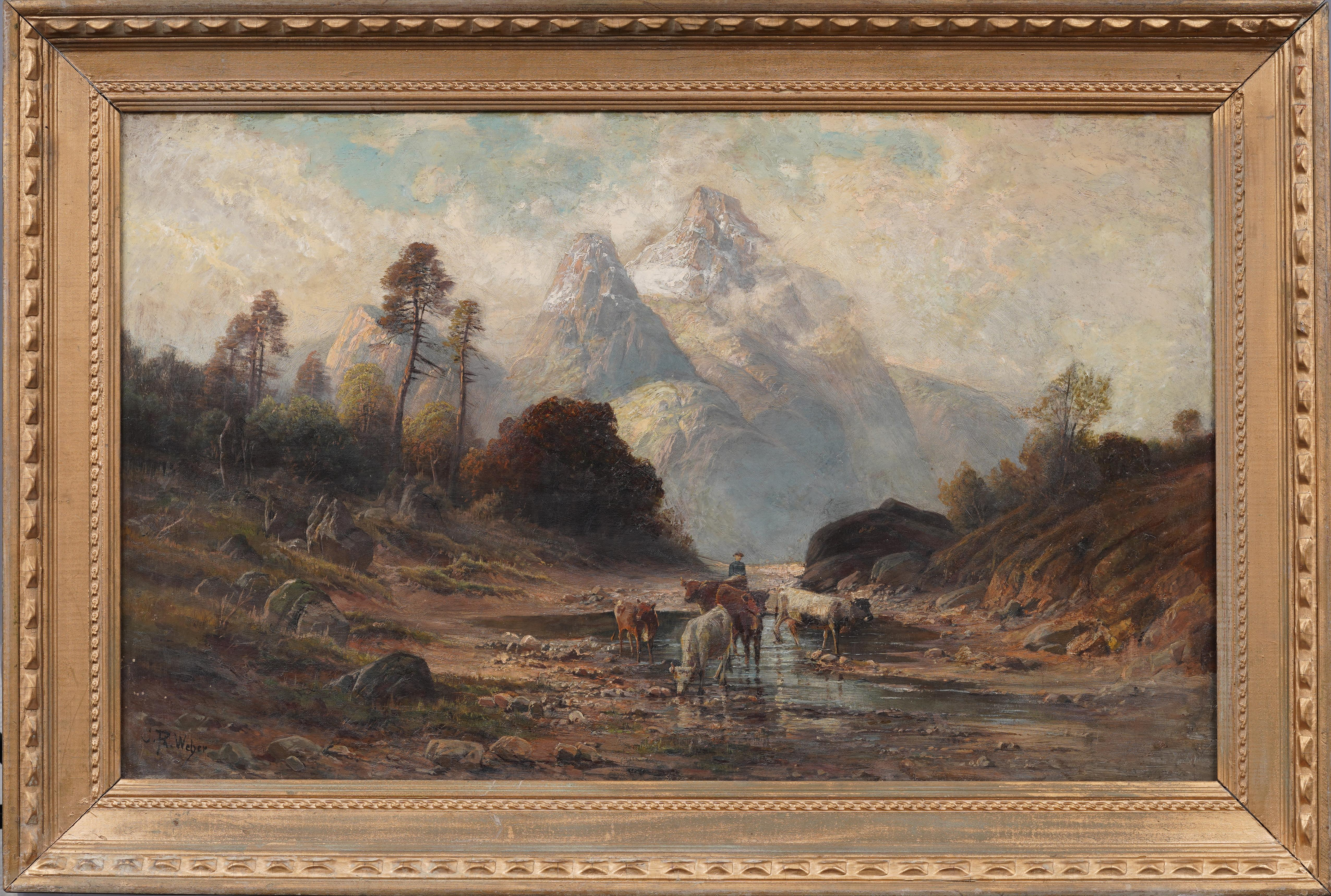
Carl Philipp Weber: American landscape

Carl Philipp Weber wurde vor allem für seine stimmungsvollen Landschaftsdarstellungen bekannt, auf denen häufig die ländlichen Gegenden Pennsylvanias zu sehen sind. Charakteristisch für seine Gemälde sind eine detaillierte Naturwiedergabe, ein romantischer Blick auf die Natur sowie eine atmosphärische Lichtführung. Stilistisch knüpfte er an die Tradition der Düsseldorfer Schule an, verband diese jedoch mit Einflüssen der amerikanischen Landschaftsmalerei seiner Zeit. Neben großformatigen Ölgemälden schuf er zahlreiche kleinere Arbeiten und Aquarelle.